# جيمي ديكنسون (لاعب كرة قدم)
جيمي ديكنسون (بالإنجليزية: Jimmy Dickinson)‏ (11 نوفمبر 1899 في المملكة المتحدة - 1971) هو لاعب كرة قدم بريطاني (وحمل سابقاً جنسية المملكة المتحدة لبريطانيا العظمى وأيرلندا) في مركز نصف الجناح. لعب مع نادي بليموث أرجايل ونورويتش سيتي وWigan Borough F.C. ‏ وRossendale United F.C. ‏.